# Heiner Palinkas
Heiner Palinkas, eigentlich Heinrich Palinkas (* 15. Februar 1913 in Lehe (Bremerhaven); † 7. Juli 2004 in Berlin) war ein deutscher Maler.

## Biografie

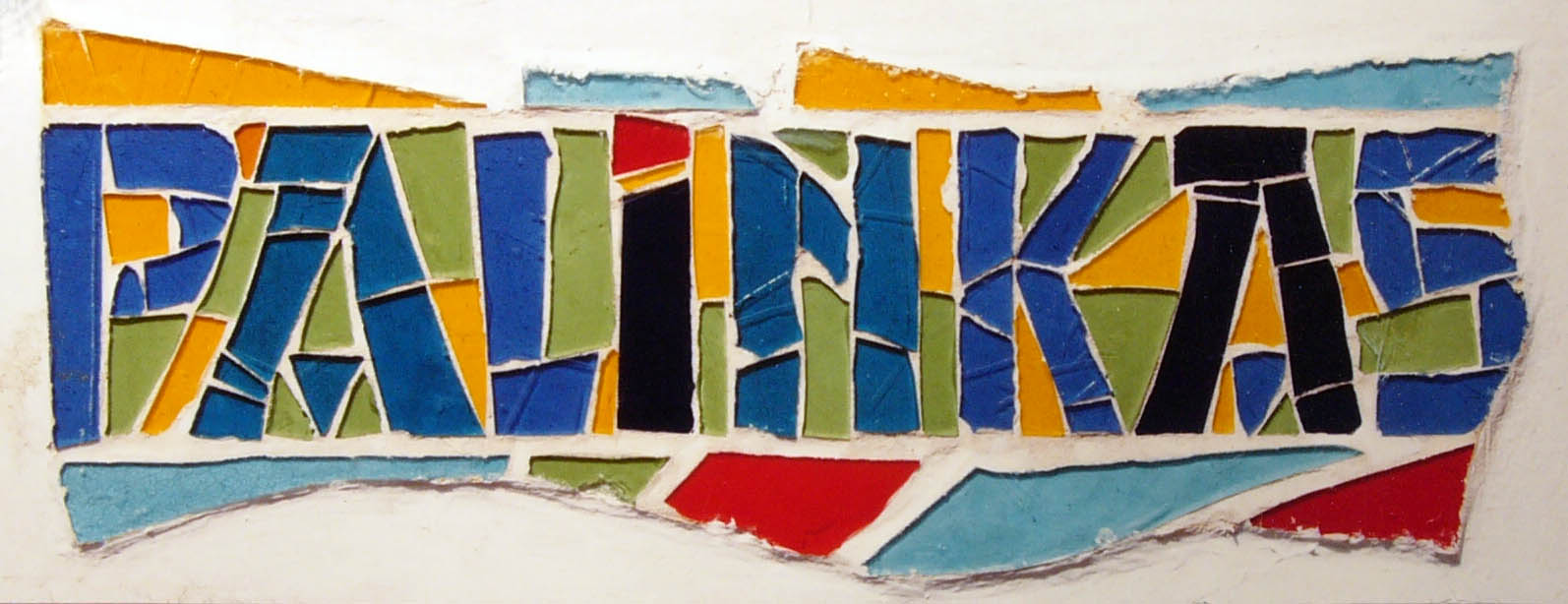
Namensschild am Haus des Künstlers in Bremerhaven (nach Verkauf des Hauses entfernt)

Palinkas verlor früh den Vater und machte eine handwerkliche Lehre in Glas- und Dekorationsmalerei, um Mutter und Geschwister finanziell zu unterstützen. Ab 1933 studierte er Kunst und war Schüler von Willy Menz an der Kunstgewerbeschule Bremen, musste das Studium jedoch wegen Schwierigkeiten mit der Gestapo abbrechen. Er hatte sich geweigert, dem nationalsozialistischen Studentenbund beizutreten. 1935 war er Schüler bei Albert Schiestl-Arding in Worpswede. Als Soldat im Zweiten Weltkrieg kam er in Kriegsgefangenschaft. Erst 1946 setzte er das Studium bei den Professoren Karl Caspar (1946/47) und Arno Bromberger (1967/68) an der Münchener Kunstakademie fort.
Palinkas fuhr als Funker 30 Jahre zur See, da die Malerei zur Sicherung des Lebensunterhaltes von Frau und vier Kindern nicht ausreichte. Zwischenzeitlich war er Kunstlehrer an der amerikanischen Schule in Bremerhaven.

## Werke
Seine Bilder spiegeln die Erlebnisse und Eindrücke auf seinen Reisen in Motiven zu Meer, Schiffen und Menschen in beeindruckenden Farbkompositionen und -kontrasten wider. Viele Werke entstanden im Ausland und zeigen auch in ihren Titeln die wechselnden Standorte des Künstlers. Im Nordatlantik war Palinkas auf Fischdampfern und U-Booten unterwegs und malte die grönländische Landschaft und die Arbeit der Hochseefischer. Passagier- und Frachtschiffe brachten ihn nach Amerika, auch auf der Ostasienroute besuchte er viele Häfen. Als Paten seiner Arbeiten werden Paul Cézanne, August Macke und Franz Marc genannt. Sein Werk umfasst Ölbilder, Tusche- und Kohlezeichnungen, Holzschnitte und Radierungen, sowohl von Landschaften als auch von Stillleben, Porträts und abstrakten Kompositionen. Später fertigte er auch Glasfenster und Mosaike, so 1972/73 ein Wandmosaik mit einer Größe von 3 × 7,2 Meter im Sitzungssaal der Stadtverwaltung Bremerhaven aus 50.000 Steinchen. Erst im Alter erfuhr Palinkas als Landschafts- und Porträtmaler in größeren Ausstellungen in Norddeutschland umfassende Anerkennung.
2015 stifteten seine vier Kinder den Nachlass dem Historischen Museum Bremerhaven. Nach der Restauration einiger Werke wurde der Künstler 2016 im Museum mit einer Sonderausstellung geehrt.